# Trevor Barry
Trevor Barry (ur. 14 czerwca 1983) – bahamski lekkoatleta specjalizujący się w skoku wzwyż.
Medalista mistrzostw kraju, CARIFTA Games oraz mistrzostw Ameryki Środkowej i Karaibów. Zajął siódme miejsce na igrzyskach panamerykańskich w Rio de Janeiro (2007). Bez sukcesów startował w 2009 w mistrzostwach świata oraz w 2010 w halowych mistrzostwach świata. Zdobył srebrny medal na igrzyskach Wspólnoty Narodów w Nowym Delhi w październiku 2010. Wywalczył brązowy medal mistrzostw świata w 2011. Bez powodzenia startował na igrzyskach olimpijskich w Londynie. W 2015 zajął 10. miejsce na mistrzostwach świata w Pekinie. 
Okazjonalnie startuje także w skoku w dal.
Rekordy życiowe w skoku wzwyż: stadion – 2,32 (1 września 2011, Daegu); hala – 2,30 (14 lutego 2012, Brno).

## Osiągnięcia
| Rok  | Impreza                    | Miejsce        | Lokata            | Wynik |
| ---- | -------------------------- | -------------- | ----------------- | ----- |
| 2007 | Igrzyska panamerykańskie   | Rio de Janeiro | 7. miejsce        | 2,25  |
| 2009 | Mistrzostwa świata         | Berlin         | el. – 17. miejsce | 2,24  |
| 2010 | Halowe mistrzostwa świata  | Doha           | el. – 11. miejsce | 2,23  |
| 2010 | Igrzyska Wspólnoty Narodów | Nowe Delhi     | 2. miejsce        | 2,29  |
| 2011 | Mistrzostwa świata         | Daegu          | 3. miejsce        | 2,32  |
| 2012 | Halowe mistrzostwa świata  | Stambuł        | 8. miejsce        | 2,31  |
| 2012 | Igrzyska olimpijskie       | Londyn         | el. – 16. miejsce | 2,21  |
| 2015 | Mistrzostwa NACAC          | San José       | 2. miejsce        | 2,20  |
| 2015 | Mistrzostwa świata         | Pekin          | 10. miejsce       | 2,25  |
| 2016 | Igrzyska olimpijskie       | Rio de Janeiro | 11. miejsce       | 2,25  |